# العلاقات المالديفية الكمبودية
العلاقات المالديفية الكمبودية هي العلاقات الثنائية التي تجمع بين المالديف وكمبوديا.

## مقارنة بين البلدين
هذه مقارنة عامة ومرجعية للدولتين:
| وجه المقارنة                                              | المالديف       | كمبوديا                   |
| --------------------------------------------------------- | -------------- | ------------------------- |
| المساحة (كم2)                                             | 298            | 181.03 ألف                |
| عدد السكان (نسمة)                                         | 436.33 ألف     | 16.01 مليون               |
| الكثافة السكانية (ن./كم²)                                 | 146.42 ألف     | 88.44                     |
| العاصمة                                                   | ماليه          | بنوم بنه                  |
| اللغة الرسمية                                             | اللغة الديفهي  | اللغة الخميرية            |
| العملة                                                    | روفيه مالديفية | ريال كمبودي، دولار أمريكي |
| الناتج المحلي الإجمالي (بليون دولار)                      | 4.60 مليار     | 22.16 مليار               |
| الناتج المحلي الإجمالي (تعادل القوة الشرائية) بليون دولار | 5.23 مليار     | 54.37 مليار               |
| الناتج المحلي الإجمالي الاسمي للفرد دولار أمريكي          | 8.39 ألف       | 1.16 ألف                  |
| الناتج المحلي الإجمالي للفرد دولار أمريكي                 | 12.53 ألف      | 3.26 ألف                  |
| مؤشر التنمية البشرية                                      | 0.706          | 0.555                     |
| رمز المكالمات الدولي                                      | +960           | +855                      |
| رمز الإنترنت                                              | .mv            | .kh                       |
| المنطقة الزمنية                                           | ت ع م+05:00    | ت ع م+07:00               |

## منظمات دولية مشتركة
يشترك البلدان في عضوية مجموعة من المنظمات الدولية، منها:
| علم المنظمة | اسم المنظمة                        | تاريخ انضمام المالديف | تاريخ انضمام كمبوديا |
| ----------- | ---------------------------------- | --------------------- | -------------------- |
|             | وكالة ضمان الاستثمار متعدد الأطراف | 19 مايو 2005          | 1 ديسمبر 1999        |
|             | منظمة الشرطة الجنائية الدولية      | ?                     | ?                    |
|             | منظمة حظر الأسلحة الكيميائية       | ?                     | ?                    |
|             | منظمة التجارة العالمية             | ?                     | ?                    |
|             | الأمم المتحدة                      | 21 سبتمبر 1965        | 14 ديسمبر 1955       |
|             | مؤسسة التمويل الدولية              | 2 فبراير 1983         | 26 مارس 1997         |
|             | يونسكو                             | 18 يوليو 1980         | 3 يوليو 1951         |
|             | مؤسسة التنمية الدولية              | 13 يناير 1978         | 22 يوليو 1970        |
|             | بنك التنمية الآسيوي                | 1978                  | 1966                 |
|             | البنك الدولي للإنشاء والتعمير      | 13 يناير 1978         | 22 يوليو 1970        |
|             | الاتحاد البريدي العالمي            | ?                     | ?                    |
|             | الاتحاد الدولي للاتصالات           | 28 فبراير 1967        | 10 أبريل 1952        |

## وصلات خارجية
- موقع وزارة الخارجية المالديفية
- موقع وزارة الخارجية الكمبودية